# Exaltación
Exaltación è un comune (municipio in spagnolo) della Bolivia nella provincia di Yacuma (dipartimento di Beni) con 13.181 abitanti (dato 2010).
È formato dall'unico cantone omonimo.

## Cantoni
Il comune è suddiviso in 2 cantoni (popolazione al censimento 2001):
- Reyes - 9.286 abitanti
- Cavinas - 1.841 abitanti